# Walking into Clarksdale
Walking into Clarksdale to album studyjny nagrany przez duet Jimmy Page i Robert Plant, członków angielskiego zespołu rockowego Led Zeppelin. Album został wydany przez wytwórnię Atlantic Records w dniu 21 kwietnia 1998. Nagrany został w 35 dni i stanowił kontynuację albumu No Quarter: Jimmy Page and Robert Plant Unledded. W 1999 roku singiel "Most High" otrzymał Nagrodę Grammy w kategorii Best Hard Rock Performance.
Nazwa albumu pochodzi od miasteczka Clarksdale znajdującego się w Delcie Mississippi, będącego miejscem, w którym rozwinął się gatunek Bluesa Delty.
Album zadebiutował na liście Billboard 200 na miejscu 8, a na brytyjskiej liście UK Album Chart dotarł do miejsca 3. Singiel "Most High" dotarł do pierwszego miejsca na liście Mainstream Rock Tracks.
Robert Plant ponownie nagrał utwór "Please Read the Letter" wraz z Alison Krauss na ich wspólny album Raising Sand.
Utwór "Blue Train" opowiada o smutku Planta po śmierci jego syna Karaca w lipcu 1977.

## Lista utworów
Autorzy: Jimmy Page/Robert Plant/Charlie Jones/Michael Lee
1. "Shining in the Light" – 4:01
2. "When the World Was Young" – 6:13
3. "Upon a Golden Horse" -  3:52
4. "Blue Train" – 6:45
5. "Please Read the Letter" – 4:21
6. "Most High" – 5:36
7. "Heart in Your Hand" – 3:50
8. "Walking into Clarksdale" – 5:18
9. "Burning Up" – 5:21
10. "When I Was a Child" – 5:45
11. "House of Love" – 5:35
12. "Sons of Freedom" – 4:08

utwór dodatkowy w wydaniu japońskim
1. "Whiskey from the Glass" - 3:01

## Skład
- Jimmy Page – Gitary akustyczne i elektryczne, chórki, mandolina, współprodukcja.
- Robert Plant – Wokal, współprodukcja.
- Charlie Jones – Gitara basowa, instrumenty perkusyjne
- Michael Lee – Perkusja i instrument perkusyjne
- Tim Whelan – Klawisze w "Most High"
- Ed Shearmur – Programowanie na "Most High"
- Lynton Naiff – Aranżacja instrumentów smyczkowych na "Upon a Golden Horse"
- Steve Albini – Inżynier dźwięku
- Paul Hicks – Asystent inżynieria dźwięku
- Anton Corbijn – Zdjęcia
- Cally – Projekt